# Aladdin : La Revanche de Nasira
Aladdin : La Revanche de Nasira, originellement intitulé Disney's Aladdin in Nasira's Revenge, est un jeu vidéo d'action, publié en 2000 sur console PlayStation, en Amérique du Nord, par Disney Interactive, Inc.. Le jeu est distribué le 13 décembre 2000 en France. Le jeu est réédité en version platinum le 14 mars 2001.

## Système de jeu
Aladdin : La Revanche de Nasira est un jeu vidéo d'action et de plate-forme 3D, dans lequel le joueur traverse l'univers du film de disney sorti en 1992, qui prend place après la défaite du sorcier Jafar. Dans le scénario, la sœur de Jafar, Nasira, tente de le ressusciter afin de s'emparer du pouvoir. Le joueur incarne successivement Aladdin, Abu et Jasmine, des personnages issus des studios Walt Disney,, en vue à la troisième personne. D'après Romendil, de Jeuxvideo.com, « les concepteurs garantissent une quarantaine d'heures de jeu. »
Le joueur se déplace à travers différents lieux tels que le marché d'Agrabah, le palais du sultan, une oasis dans le désert, la caverne aux merveilles, et le repaire de Nasir. Les dialogues et textes du jeu sont en français. Le joueur débute avec un premier niveau dans lequel il est guidé par la voix du génie de la lampe. Dans certaines ruelles, le joueur croise des marchands qui surveillent leurs étalages de pomme ; lorsqu'ils s'assoupissent, le joueur peut adopter une démarche nonchalante et leur dérober leurs fruits afin de s'en servir comme projectiles face aux ennemis qu'il croise. Le joueur peut également résoudre des énigmes afin d'accéder à certains passages dans le jeu.

## Accueil
Aladdin : La Revanche de Nasira  est bien accueilli par la presse spécialisée. L'agrégateur MobyGames attribue au jeu une moyenne générale 66 % pour la version PlayStation, et de 63 % pour la version Microsoft Windows.
« [Il] possède de nombreux atouts pour s'attirer les faveurs du public, avec notamment la possibilité d'incarner trois personnages différents. Le jeu bénéficie en plus d'une réalisation très correcte et d'une durée de vie particulièrement longue », explique Romendil de Jeuxvideo.com, concernant la version PlayStation.